# Костин, Николай Харлампиевич
Никола́й Харла́мпиевич Кости́н (рум. Nicolae Costin; 7 апреля 1936, Печиштя, жудец Орхей, Королевство Румыния — 16 февраля 1995, Кишинёв, Республика Молдова) — молдавский политик, один из основателей национального движения в Республике Молдова, первый генеральный примар муниципия Кишинёв. Николай Костин был преподавателем в университете, член Народного фронта Молдовы, один из соавторов «Декларации независимости Республики Молдова» (27 августа 1991 год). Генеральный примар (мэр) муниципия Кишинёв с 1990 по 9 августа 1994 года.

## Биография
Родился 7 апреля 1936 года в селе Пречиштя. После окончания начальной школы в родном селе, учился в Педагогической школе города Оргеева (1952—1956) и затем на историческом факультете Государственного Университета Молдовы (1960—1965).
Работал преподавателем в школе села Пречиштя (1958—1960). После окончания университета работал преподавателем на кафедре политологии в Педагогическом университете «Алеку Руссо» в Бельцах (1965—1974). Параллельно учится на доктора по специальности политология в университете им. М. В. Ломоносова в Москве (1970—1973). Затем работает в качестве доцента кафедры научного коммунизма в Кишинёвском государственном университете (1974—1990).
В 1990 году избран председателем городского собрания Кишинёва и депутатом первого демократического парламента (1990—1994) Республики Молдова, а затем и генеральным примаром муниципия Кишинёв. В 1989—1994 являлся участником национального движения, один из основателей Народного Фронта Молдовы.
9 августа 1994 года, декретом президента Республики Молдова Мирчи Снегура, был освобождён от должности примара Кишинёва и попал в резервный состав кадров Правительства Молдовы.
16 февраля 1995 года скончался в результате удара, возникшего по причине лейкемии. Его смерть, однако, остаётся окутана тайной: почти одновременно с Николаем Костином от лейкемии умер и его шофёр.
Решением муниципального совета одна из улиц муниципия Кишинёва носит название Николае Костин. Также одна из улиц в честь молдавского политика есть в Яссах (Румыния).
Каждый год в Кишинёве почитают память Николая Костина.
В период 1990-1994 гг. он был примаром муниципия Кишинэу, за это время проявил себя как лидер Национально-освободительного движения. Николае Костин был соавтором Декларации независимости Республики Молдова (27 августа 1991 г.). Он поддерживал проблемы румынского языка и возвращения к латинице, участвуя в разработке закона о государственном языке. Он считается первым примаром Кишинева, который продвинул несколько реформ в развитии столицы. По его предложению улицы муниципия Кишинэу получили национальные названия (Траян, Штефан чел Маре, Милеску-Спэтару, Эминеску, Крянгэ, Митрополит Бэнулеску-Бодони, Стрэзиле Бухарест, Каля Иешилор и др.), что вызвало недовольство некоторых антиполитиков. Румынские политические организации, которые в каждой предвыборной кампании требовали возвращения старых советских названий улиц Кишинева. Николае Костин вместе с министерствами Республики Молдова способствовал открытию румыно-английского «Мирча Элиаде», румыно-итальянского «Данте Алигьери», румынско-французского «Георге Асаке» и румыно-немецкого «Михаил Когэлничану». средних школ, а также библиотек, в том числе библиотеки «Онисифор Гибу», до открытия церквей, в том числе Кафедрального собора в центре Кишинева, до реставрации памятника Стефану Великому и Святому в Кишиневе. Бюсты классиков румынского языка были установлены и открыты на Аллее классиков в сквере «Штефан чел Маре». За время своего пребывания на посту примара поддерживал возрождение традиций, связанных с христианскими праздниками (Пасха, Рождество), установление традиции празднования Дня Независимости Республики Молдова и румынского языка. Он также был мастером восстановления в духе национальной традиции функций префекта и мэра, а также восстановления названий коммуны, графства и т. д. У Николае Костина была идея включить в состав муниципалитета села из окрестностей Кишинева, чтобы сбалансировать демографический состав. Николае Костин занимал должность сопрезидента Фонда Михая Витязула и президента Общества политологов Республики Молдова. Он получил звание «Почетный гражданин муниципалитета Ботошани» через HCL №. 47 от 30 ноября 1993 г. Он был одним из основателей и председателем Исполкома Народного фронта Молдовы (НФМ), формирования, выступавшего за объединение Бессарабии с Румынией. Своей деятельностью он внес существенный вклад в процесс национального возрождения Бессарабии. 9 августа 1994 года Указом Президента Республики Молдова Мирчи Снегура Николае Костин был освобожден от должности примара города Кишинева с переводом в кадровый резерв Правительства. С его отставкой прекратилась и деятельность Кишиневского муниципального совета.

### Версии о его смерти
Умер 16 февраля 1995 года в Кишиневе. Причиной смерти стала лейкемия. По решению муниципальных советов по одной улице в городах Яссы и Кишинэу носят имя Николае Костина. Его смерть оставалась окутанной тайной, существовали разные версии. В отсутствие судебного расследования причины трагической смерти Николае Костина не могут быть выяснены.